# Agathemera grylloidea
Agathemera grylloidea är en insektsart som först beskrevs av John Obadiah Westwood 1859.  Agathemera grylloidea ingår i släktet Agathemera och familjen Agathemeridae. Inga underarter finns listade i Catalogue of Life.